# Българи в Африка
Българите в Африка са над 50 000 души. В Северна Африка са с предимно смесени бракове, обикновено българки омъжени за араби.

## Разположение
Българите са състредоточени основно в страните от Южна Африка, като осовната част са в РЮА – 50 000, останалите са в: Зимбабве – 500, Мозамбик – 250, Намибия – 120, Ботсвана – 100, Ангола – 60,  Замбия – 10. Малка част са състредоточени в страните от Северна Африка – 2000.
Най-много българи има в градовете: Йоханесбург – 25 000, Кейптаун – 5000, Претория, Дърбан.

## Език
Българите в Република Южна Африка говорят основно на английски, в страните от Северна Африка на арабски.